# Zaccheo
Zaccheo (in greco Ζακχαῖος, in ebraico זַכָּי Zakkay; ... – I secolo) è stato un pubblicano, un personaggio di cui si parla nel Nuovo Testamento per il suo incontro con Gesù.
Era il capo dei pubblicani di Gerico, che salì su un sicomoro: da sopra i rami dell'albero volle vedere l'Uomo della Galilea.
Secondo la tradizione, è stato poi il primo vescovo di Cesarea di Palestina.

## Nei Vangeli

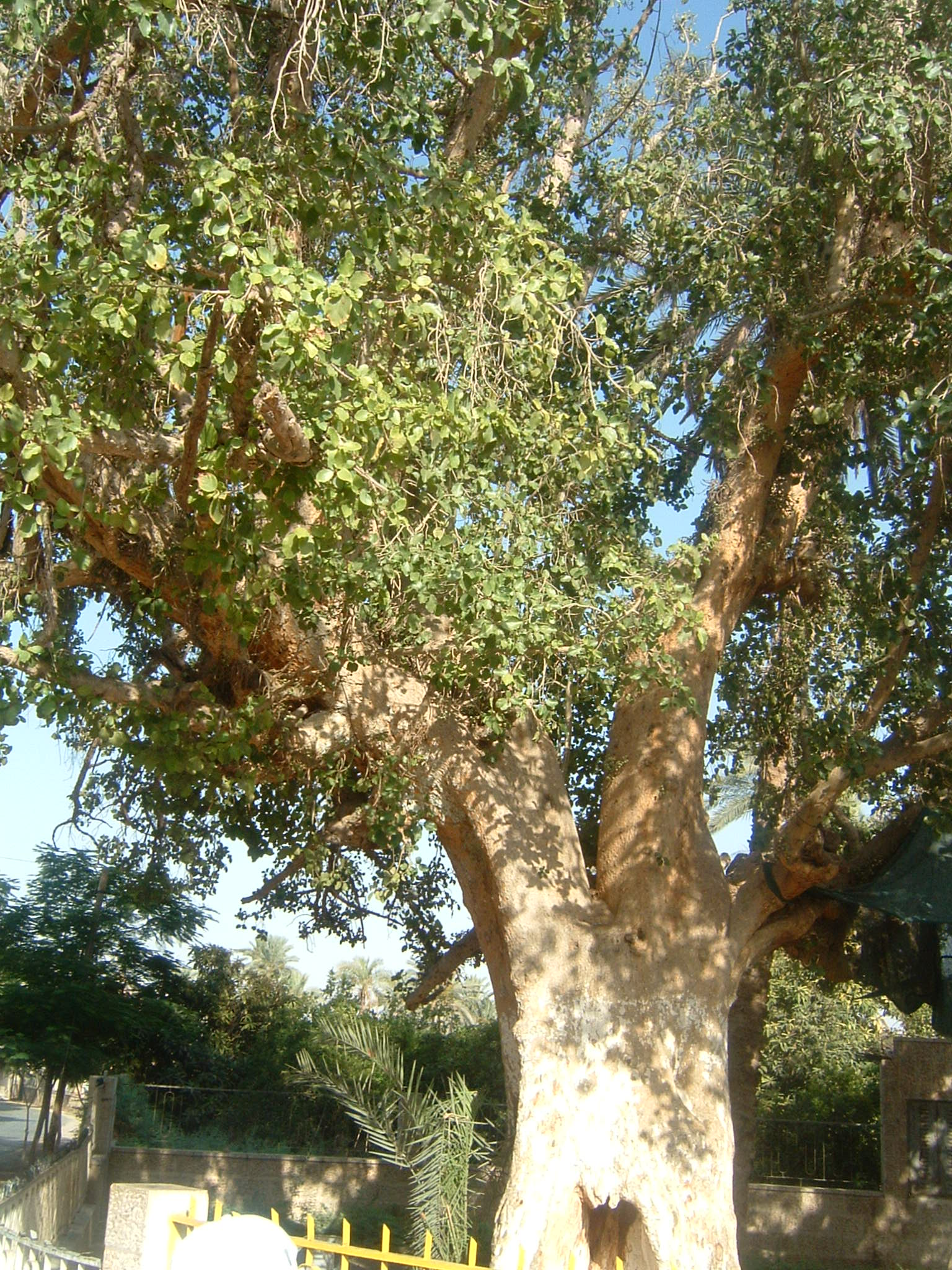
Il sicomoro che a Gerico ricorda l'incontro tra Gesù e Zaccheo.

Il Vangelo secondo Luca ci presenta la figura di Zaccheo (19,1-10). Entrato Gesù a Gerico, Zaccheo desidera vederlo. Essendo piccolo di statura pensa bene di salire su un sicomoro. Quando Gesù giunge sotto l'albero, si ferma e dice: 

Zaccheo lo accoglie in casa e si converte, promettendo a Gesù: 

## Morale
Il messaggio che ci trasmette il racconto su Zaccheo è che, nonostante gli ostacoli e le difficoltà che si incontrano lungo il cammino, "nella vita non è mai tutto perduto". Vi è, inoltre, un andare oltre il peccato del singolo, guardando il cuore dell'uomo.